# Bring the Noise
Bring the Noise è un brano musicale del gruppo rap Public Enemy, incluso nella colonna sonora del film Al di là di tutti i limiti del 1987 e pubblicato come singolo nel 1988 dalla Def Jam.
Successivamente il brano è stato inserito nell'album It Takes a Nation of Millions to Hold Us Back come seconda traccia.
Il brano è stato incluso dalla rivista Rolling Stone alla posizione numero 162 nella classifica delle 500 migliori canzoni di tutti i tempi e alla posizione 51 nella lista delle 100 migliori canzoni Hip-Hop.
In seguito sono state eseguite due nuove versioni del brano. La prima nel 1991 insieme al gruppo thrash metal Anthrax con il titolo Bring tha Noize, mentre la seconda è stata realizzata nel 2009, sotto forma di remix, insieme al chitarrista Zakk Wylde, reintitolata Bring the Noise 20XX; quest'ultima è comparsa anche nei videogiochi Guitar Hero 5 e DJ Hero.

## Descrizione
Il brano inizia con un campionamento della voce di Malcolm X che dice ripetutamente: «Too black, too strong» ("Troppo nero, troppo forte"). Il campione proviene da un comizio tenutosi alla Northern Negro Grass Roots Leadership Conference il 10 novembre 1963, nella King Solomon Baptist Church di Detroit, Michigan.
Il testo della canzone, rappato in prevalenza da Chuck D con interpolazioni da parte di Flavor Flav, include l'autocelebrazione della forza dei Public Enemy, l'approvazione dei dettami del leader della Nation of Islam Louis Farrakhan, e ribatte a critici imprecisati argomentando a favore del rap come genere musicale legittimo alla pari del rock. Nel testo del brano sono presenti anche riferimenti a colleghi artisti hip hop quali Run–D.M.C., Eric B., LL Cool J e, curiosamente, a Yōko Ono, Sonny Bono e alla thrash metal band Anthrax, presumibilmente perché Chuck D era lusingato dal fatto che il chitarrista della band Scott Ian indossasse magliette dei Public Enemy durante i concerti degli Anthrax. In seguito i Public Enemy collaborarono proprio con gli Anthrax per incidere una versione rap metal di Bring the Noise, inserita nell'album Apocalypse 91... The Enemy Strikes Black e nella raccolta degli Anthrax Attack of the Killer B's.
La produzione della traccia ad opera dei The Bomb Squad, che esemplifica il loro caratteristico stile, include una dissonante miscela di campionamenti funk, drum machine, scratching del DJ Terminator X, sirene ed altri rumori industriali.
Il critico musicale Robert Christgau ha descritto la canzone "rap postminimale che passa attraverso Blood Ulmer e On the Corner, tanto avvincente quanto abrasivo, e con un dialogo militante a favore dei neri quasi spaventoso quanto Stones in My Passway o Holidays in the Sun".

## Tracce
US split single
1. Are You My Woman? (The Black Flames)
2. Bring the Noise (Public Enemy)

UK single
1. Bring the Noise
2. Sophisticated

## Campionamenti utilizzati nel brano
- It's My Thing di Marva Whitney
- Funky Drummer, Get Up, Get into It, Get Involved e Give It Up or Turnit a Loose (Remix) di James Brown
- Get Off Your Ass and Jam dei Funkadelic
- Fantastic Freaks at the Dixie di DJ Grand Wizard Theodore
- I Don't Know What This World is Coming To dei Soul Children
- Assembly Line dei Commodores